# Materialien und Informationen zur Zeit
Materialien und Informationen zur Zeit (MIZ) (Untertitel: Politisches Magazin für Konfessionslose und AtheistInnen) ist eine deutschsprachige Zeitschrift im Alibri Verlag, die seit 1972 vierteljährlich erscheint.

## Geschichte
Die MIZ wurde 1972 von einem Initiativkreis gegründet. Seit 1975 wird sie vom Internationalen Bund der Konfessionslosen und Atheisten (IBKA) vierteljährlich herausgegeben. Bis 1994 wurde das Magazin vom Internationalen Bücherdienst der Konfessionslosen (IBDK) verlegt, der wiederum vom IBKA gegründet worden war. Seit 1995 wird sie im Alibri Verlag verlegt. In den 1970er Jahren wurden 2.000 Exemplare gedruckt, jedoch zum Teil kostenlos verbreitet. Die Auflage sank bis 1995 auf 500 Hefte. Heute beträgt die Auflage 1.900 Hefte.
Die Zeitschrift wendet sich an „Konfessionslose und AtheistInnen, FreidenkerInnen, HumanistInnen und SkeptikerInnen, Ungläubige aller Art“. Jedes Heft hat ein Schwerpunktthema; daneben finden sich vor allem Artikel zum Verhältnis von Staat und Kirche, Politik und Religion, Neue Religiosität und Esoterik sowie säkulare Ethik. Es gibt verschiedene Rubriken für Buchbesprechungen, Netzreport und eine Internationale Rundschau.
Die Redaktion besteht aus Christoph Lammers (Chefredakteur seit 2007), Nicole Thies, Daniela Wakonigg und Frank Welker. Verantwortlich für die Online-Ausgabe ist der Geschäftsführer des Alibri Verlages, Gunnar Schedel.